# Джуніус (Нью-Йорк)
Джуніус (англ. Junius) — місто (англ. town) в США, в окрузі Сенека штату Нью-Йорк. Населення — 1388 осіб (2020).

## Демографія
Згідно з переписом 2010 року, у місті мешкала 1471 особа в 543 домогосподарствах у складі 381 родини. Було 608 помешкань
Расовий склад населення:
| - 97,6 % — білих - 0,3 % — корінних американців - 0,3 % — чорних або афроамериканців - 0,2 % — азіатів |

До двох чи більше рас належало 1,0 %. Частка іспаномовних становила 2,5 % від усіх жителів.
За віковим діапазоном населення розподілялося таким чином: 26,6 % — особи молодші 18 років, 59,7 % — особи у віці 18—64 років, 13,7 % — особи у віці 65 років та старші. Медіана віку мешканця становила 39,4 року. На 100 осіб жіночої статі у місті припадало 103,5 чоловіків;  на 100 жінок у віці від 18 років та старших — 100,4 чоловіків також старших 18 років.
Середній дохід на одне домашнє господарство  становив 64 643 долари США (медіана — 50 500), а середній дохід на одну сім'ю — 73 297 доларів (медіана — 59 500). Медіана доходів становила 41 389 доларів для чоловіків та 36 818 доларів для жінок. За межею бідності перебувало 10,4 % осіб, у тому числі 10,0 % дітей у віці до 18 років та 8,3 % осіб у віці 65 років та старших.
Цивільне працевлаштоване населення становило 637 осіб. Основні галузі зайнятості: освіта, охорона здоров'я та соціальна допомога — 20,7 %, роздрібна торгівля — 16,8 %, виробництво — 16,8 %.